# Thérèse Fantou
Thérèse Madeleine Fantou (Miniac-Morvan, 29 juillet 1747 - Cambrai, 26 juin 1794) est une fille de la Charité martyre sous la révolution française et reconnue bienheureuse par l'Église catholique. Son nom est donné à une paroisse du diocèse de Rennes en 2003.

## Biographie
Issue d'une famille très modeste, elle reçoit de sa mère une éducation catholique rigoureuse.
À 24 ans, le 28 novembre 1771, elle entre chez les filles de la Charité de Saint Vincent de Paul de Plouër puis rejoint la maison mère à Paris.
En 1790, l'Assemblée constituante proclame la Constitution civile du clergé. Elle réorganise unilatéralement le clergé séculier français, institue une nouvelle Église (l'Église constitutionnelle), ce qui provoque la division du clergé en clergé constitutionnel et clergé réfractaire. L'année 1793 sera la dernière pour la congrégation des sœurs d'Arras. En effet, l'arrivée du citoyen Joseph Le Bon élu au comité de sûreté général n'offre qu'une solution aux ordres religieux, celle de prêter serment à la Constitution pour sauver leur vie.
Les sœurs d'Arras n'échapperont pas au jugement. Arrêtées et transférées de prison en prison, Thérèse Fantou et les religieuses de la congrégation refuseront d'embrasser la constitution. Le 26 juin 1794 le couperet tombe.

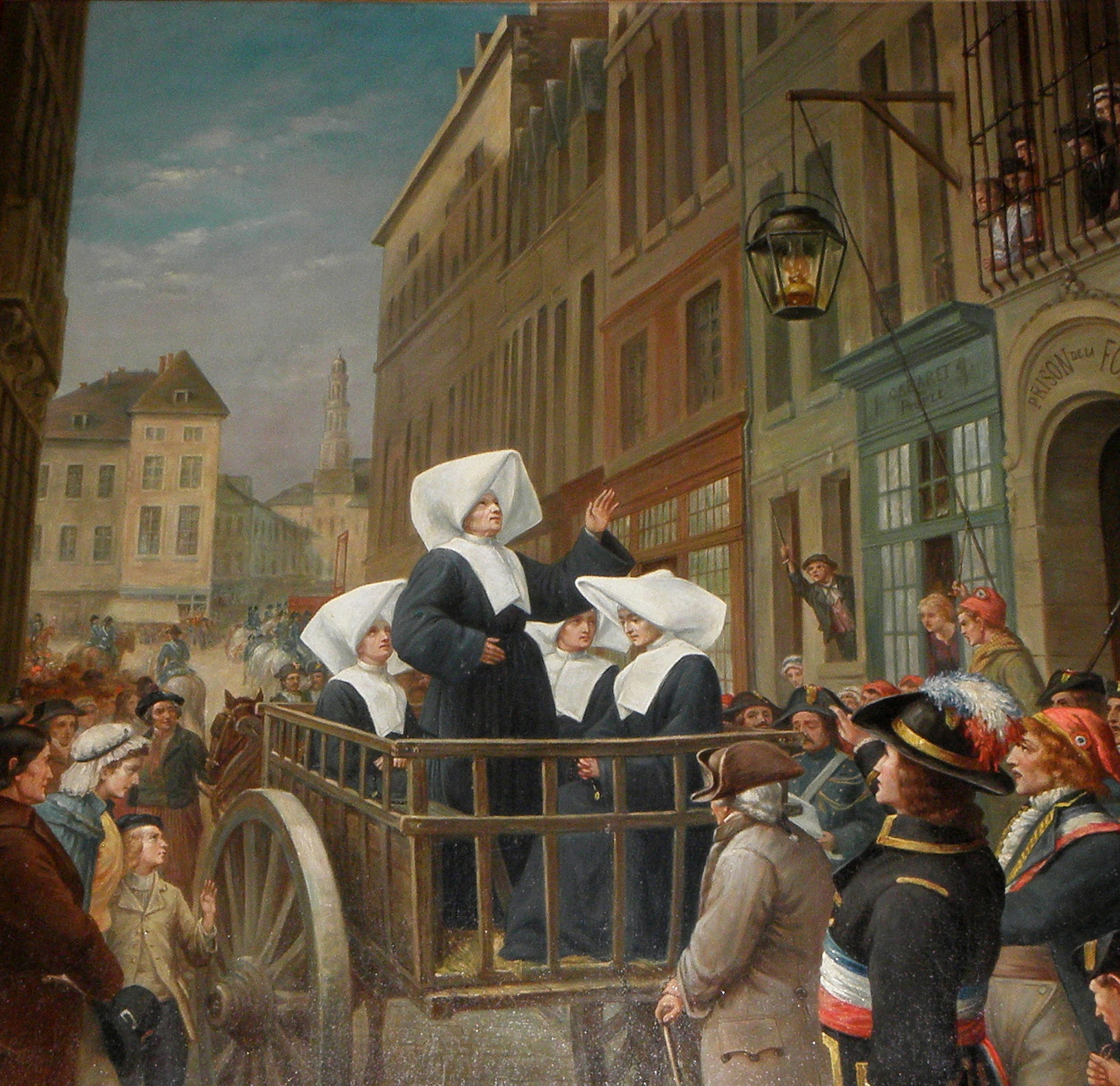
Tableau, dans l'église de Miniac-Morvan, représentant les quatre sœurs d'Arras dans la charrette qui les conduit vers la guillotine à Cambrai le 26 juin 1794.

Mais la mort de quatre sœurs d'Arras ne sera pas vaine. De nouvelles dénonciations contre les méthodes de Joseph Le Bon aboutissent cette fois à un décret d'accusation. À Paris, le Comité de salut public réagit une nouvelle fois et met en cause l'intégrité et la rapidité de ses jugements. Il sera à son tour exécuté le 24 vendémiaire an II (14 octobre 1795).

### Béatification
Avec ses compagnes Madeleine Fontaine, Françoise Lanel et Jeanne Gérard, elle sera béatifiée par le pape Benoît XV le 13 juin 1920, en même temps que les Ursulines martyres de Valenciennes. Les quatre bienheureuses sont honorées le 26 juin.
Depuis le 1er janvier 2003, la paroisse Bienheureuse Thérèse Fantou du Mesnil recouvre les communes de Plerguer, Miniac-Morvan, Lillemer et Le Tronchet.